# Oxymeris albida
Oxymeris albida é uma espécie de gastrópode do gênero Oxymeris, pertencente a família Terebridae.